# Wouldn't Have You Any Other Way (NYC)
Wouldn't Have You Any Other Way (NYC) è un brano dell'album di Elton John The Captain and the Kid, di cui è la terza traccia. Fu scritto dallo stesso John insieme a Taupin.

## Il brano
La canzone costituisce la terza traccia del concept album The Captain and the Kid del 2006; parla dell'amore provato da Bernie ed Elton nei confronti di New York (va effettivamente detto che essi conseguirono il successo negli Stati Uniti, dopo essere stati ignorati per diversi anni nel Regno Unito); la città era già stata il tema portante di brani come Mona Lisas and Mad Hatters (in Empty Garden costituiva lo sfondo della vicenda narrata da Bernie), e nel testo della canzone in questione viene citato anche il gangster Joe Gallo, ucciso proprio nella metropoli. Il titolo della canzone significa letteralmente Non Ti Avrei In Nessun Altro Modo (New York City). Musicalmente parlando, si rivela importante il pianoforte di Elton; la rockstar è accompagnata dalla sua Elton John Band, formata da Davey Johnstone, Nigel Olsson, Bob Birch, Guy Babylon e John Mahon: essa si cimenta anche ai cori.
Wouldn't Have You Any Other Way (NYC) ha ricevuto molti apprezzamenti da parte della critica, così come tutto l'album di provenienza.